# Alloxysta pallidicornis
Alloxysta pallidicornis är en stekelart som först beskrevs av Curtis 1838.  Alloxysta pallidicornis ingår i släktet Alloxysta, och familjen glattsteklar. Arten är reproducerande i Sverige.